# (3128) Обручев
(3128) Обручев (лат. Obruchev) — типичный астероид главного пояса, открыт 23 марта 1979 года советским астрономом Николаем Черных в Крымской астрофизической обсерватории и 11 июля 1987 года назван в честь учёного и писателя Владимира Обручева.

## Обнаружение и именование
(3128) Обручев
Открыт 23 марта 1979 года в Научном Н. С. Черных.
Назван в честь выдающегося геолога и географа Владимира Афанасьевича Обручева (1863—1956), внёсшего ценный вклад в геологическое изучение Сибири и Средней Азии. Он также писал научно-популярные книги и научно-фантастические романы. В честь Обручева также назван лунный кратер.
Оригинальный текст (англ.)3128 Obruchev
Discovered 1979-03-23 by Chernykh, N. at Nauchnyj.
Named in honor of Vladimir Afanasjevich Obruchev (1863—1956), outstanding geologist and geographer who made a valuable contribution to the geologic exploration of Siberia and central Asia. He also wrote popular books on science and science-fiction novels. Obruchev is also honored by a lunar crater.
Источники: DISCOVERY.DB; M.P.C. 12013.

## Орбита

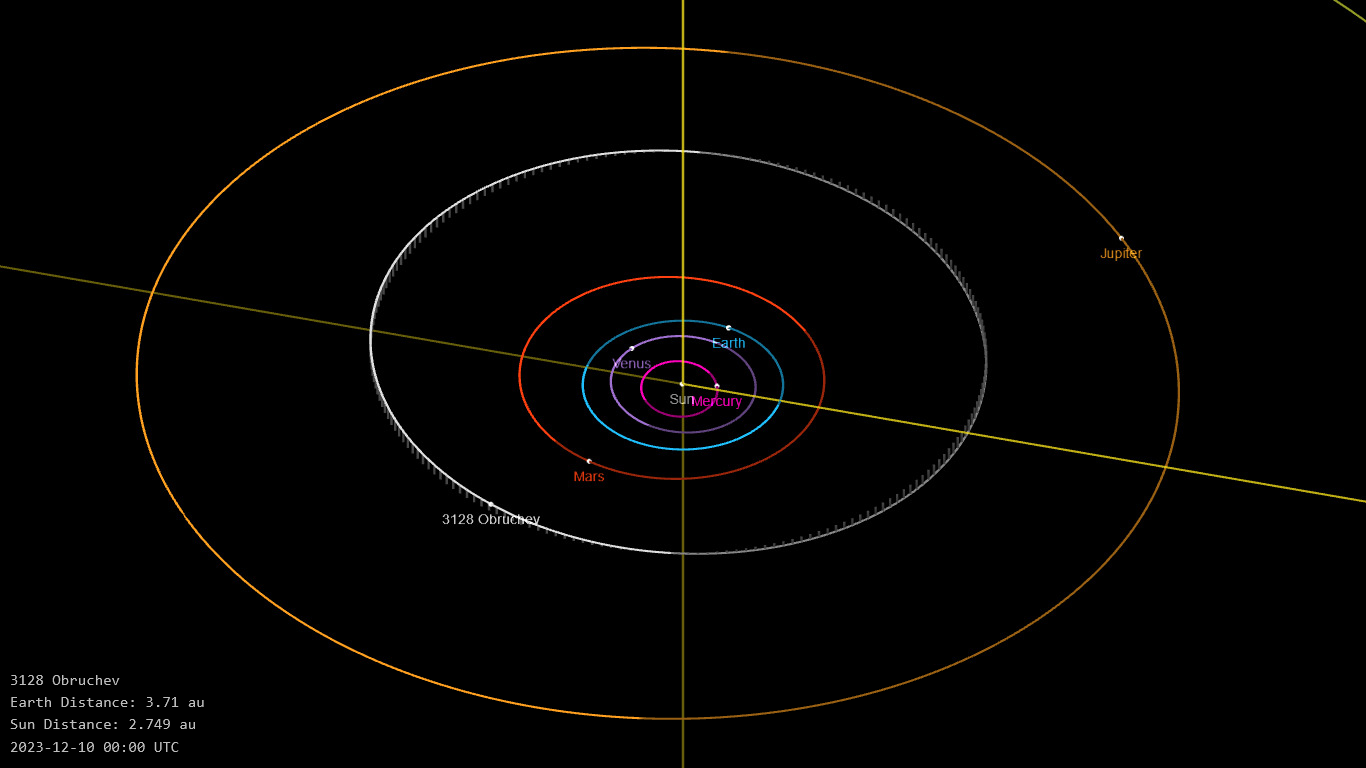
Орбита астероида Обручев и его положение в Солнечной системе

## Физические характеристики
Из наблюдений системы Asteroid Terrestrial-impact Last Alert System следует, что астероид относится к таксономическому классу C.
По результатам наблюдений в видимом и ближнем инфракрасном диапазоне космического телескопа NEOWISE и наблюдений в инфракрасном диапазоне спутника Akari диаметр астероида оценивался равным 20,396±0,207 км, 22,25±0,88 км и 18,50±5,48 км. Согласно тем же источникам альбедо оценивается как 0,1067±0,0180, 0,090±0,008, 0,07±0,05 и 0,107±0,018.